# Lotus 102
A Lotus 102 egy Formula–1-es versenyautó, amelyet a Team Lotus tervezett, eredetileg az 1990-es Formula–1 világbajnokság, majd később egészen az 1992-es bajnoki küzdelmekig használatban voltak egyes altípusai.

## Tervezése
A típus alapját az előd 101-es modell képezte, amit Frank Dernie tervezett. Az 1990-es modellbe a Lamborghini V12-es, 640 lóerős motorja került, amit 1989-ben a Larrousse Lola csapat használt. Ez volt az első és egyetlen alkalom, hogy a Lotus csapat V12-es motort használt. A motornak számos hátránya volt, főként a méretei, a tömege, és a nagy üzemanyag-igénye okán, de úgy vélték, hogy a nyers ereje kompenzálja a hátrányokat. A nagy mérete miatt a motor egészen alul kapott helyet a kasztniban, és emellett a szabályok megengedte legnagyobb szélességet kellett a csapatnak kihasználnia, hogy megfelelő méretű üzemanyagtartályaik legyenek. Az autó összes többi alkatrészét egyesével kellett megvizsgálni, hogy mennyit lehetett azok tömegéből lefaragni, hogy a súlyhatár alatt maradjanak. Ez, mint utóbb kiderült, balesetveszélyes spóroláshoz vezetett.
Miután előző évi pilótapárosa elhagyta a Lotust, a tapasztalt Derek Warwick és a korábbi tesztpilóta Martin Donnelly ültek be a helyükre. Ám mivel ők mindketten magasabbak is voltak, ezért a kasztnit újfent módosítani kellett, hogy beférjenek.
A korábbi csapatfőnök Peter Warr majdnem elintézte, hogy a Coca-Cola és a Castrol mint szponzorok csatlakozzanak, ám a DeLorean-botrány néven elhíresült ügy mellékszálai közvetve meghiúsították az üzletet, emiatt a csapat megfelelő támogatás nélkül maradt. Rupert Mainwarring eredetileg 40 pont gyűjtéséről ábrándozott 1990-ben, később derült csak ki, hogy mennyire túlbecsülte a lehetőségeket.

## Versenyben

### 1990
Ebben az évben a csapat csak küszködött, mindössze 3 pontot gyűjtöttek, 1958 óta a legkevesebbet. Ezeket mind Warwick gyűjtötte, egy hatodik hellyel Kanadában és egy ötödik hellyel Magyarországon. A kritikus pont egyértelműen a megbízhatatlan Lamborghini-motor volt. A rossz teljesítmény miatt az 1987 óta főszponzor Camel is elhagyta a csapatot az idény végén. Ironikus módon épp a megváltónak gondolt motor miatt nem szerződött le újra a Lotusszal a háromszoros világbajnok Nelson Piquet, helyesen rámutatva arra, hogy a nehéz és alulfejlesztett motor miatt nem sok esélyük lesz a küzdelmek során. Ugyan az előző évben a Larrousse csapattal nem volt annyira rossz a Lamborghini V12-es motorja, de 1990-ben jócskán elmaradt a Ferrari V12-esétől, ráadásul a Honda és a Renault V10-esei és a Ford-Cosworth V8-asa is erősebb és megbízhatóbb volt. A Lamborghininek sem fért bele, hogy a Lotus ilyen pocsékul szerepel velük, miközben ők egy gyári csapat építését tervezgették éppen, ezért ők is felmondták a szerződést.
A 102-es lett Martin Donnelly rövid Formula–1-es karrierjének végállomása is, miután a spanyol nagydíjon, Jerezben, horrorisztikus balesetet szenvedett el. A pénteki szabadedzésen az egyik gyors jobbosban letért a pályáról és eltalálta a szalagkorlátot. A gyenge minőségben összeszerelt autó kettétört, Donnelly kiszakadt belőle az üléssel együtt és a levegőbe repült. Az aszfalton landolt, és olyan súlyos sérüléseket szenvedett, hogy hónapokig tartott a rehabilitációja. Balesetéről mintázták a 2025-ös  "F1 – A film" című produkcióban a főszereplő Sonny Hayes esetét. Két futammal korábban, Monzában Warwicknek is volt egy hatalmas balesete a verseny első körében, amikor a Parabolica kijáratánál megcsúszott, eltalálta a falat, és fejreállva végigcsúszott a pályán. Megúszta karcolások nélkül, és anélkül, hogy bárki belerohant volna - visszament a boxutcába, elmondta, hogy a baleset az ő hibája volt, majd a tartalék autóval vágott neki újra a futamnak.
Donnelly helyett az utolsó futamokra Johnny Herbert ugrott be.
1990 decemberében Peter Collins és Peter Wright létrehozott egy konzorciumot, amely felvásárolta a csapatot. Az időzítés rossz volt, ugyanis ennyi idő alatt már képtelenség volt szponzort találni, ráadásul a tervezett Lotus 103-as modellt se készíthették el, hanem helyette a 102-est fejlesztették tovább.
Az autót egy bemutató keretei közt 2025-ben Martin Donnelly fia, Stefan Donnelly is vezethette.

### 1991

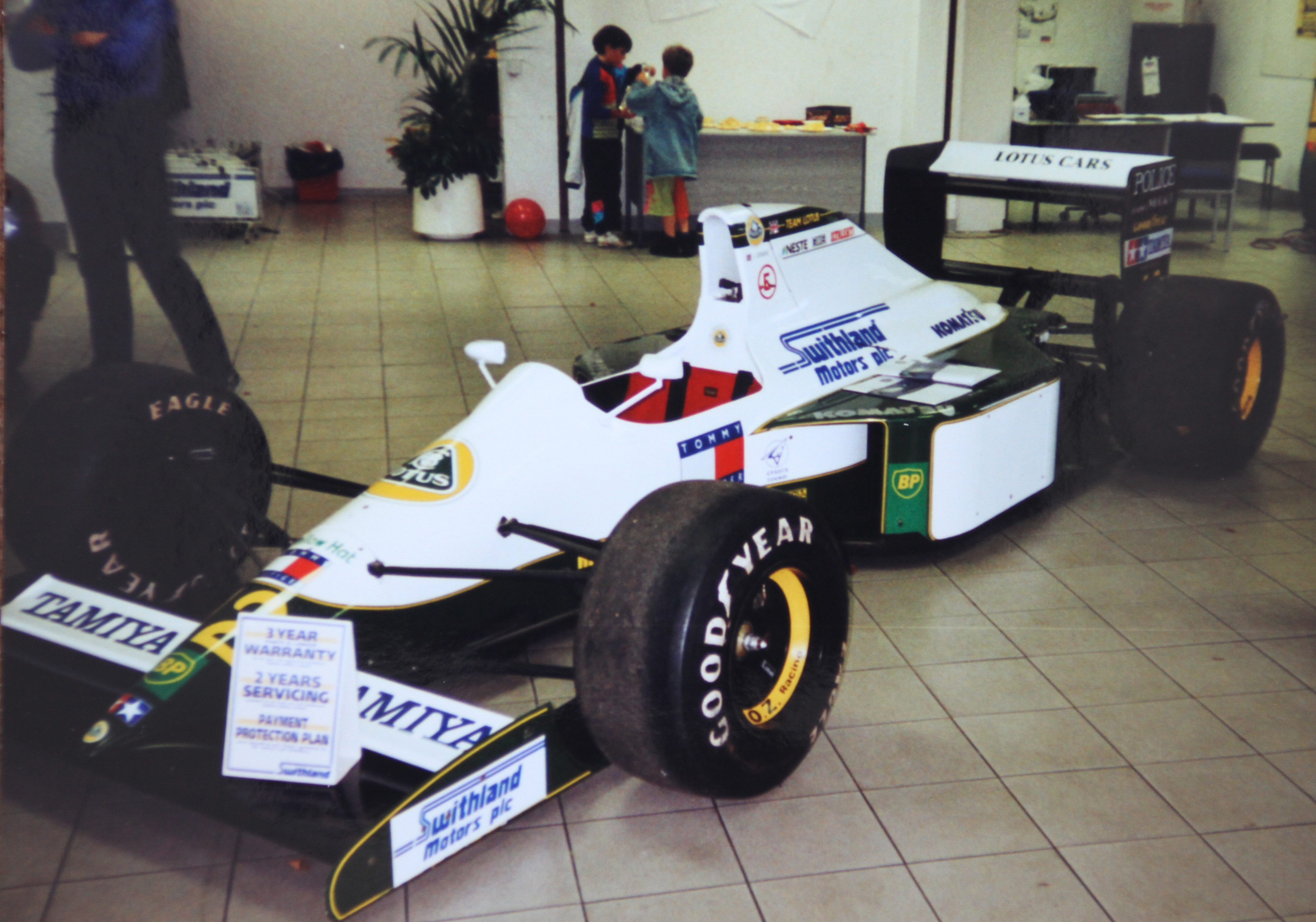
Lotus 102B

Ennek az évnek a 102B névre keresztelt variánssal vágtak neki. A főszponzor nélkül maradt csapat tiszta fehér, de a Lotus zöldjét és sárgáját is magán viselő autókkal vágott neki az idénynek. Számos komponenst kicseréltek az előző évhez képest. A legfontosabb változás az volt, hogy immár a Judd V8-as motorját használták, azaz visszatértek az 1989-es motorszállítóhoz - megtartották viszont a Lamborghini-motorhoz épített váltót, amely még mindig manuális volt. Pilótapárosuk ismét lecserélődött: Warwick elhagyta a csapatot, Donnelly pedig nem tudta vállalni a versenyzést, ezért a fiatal Mika Häkkinen és Julian Bailey lettek az új versenyzők. Már a szezonnyitón kiderült, hogy a csapat teljesítménye jócskán elmarad az élen tanyázó McLaren MP4/6 és Williams FW14 autókétól. Az összeszerelés minősége is hagyott maga után kívánnivalót, Häkkinen elmondása szerint volt, hogy a kormány verseny közben egyszerűen a kezében maradt. Bailey, aki négy versenyből háromszor kvalifikálni sem tudta magát, távozott, a helyére Johnny Herbert érkezett. Herbert egy alkalommal az International Formula 3000 bajnokságban szerepelt, helyette a német Michael Bartels ugrott be négyszer de ő egyszer sem tudta kvalifikálni magát.
Akárcsak az előző évben, most is csak 3 pontot sikerült gyűjteniük.

### 1992

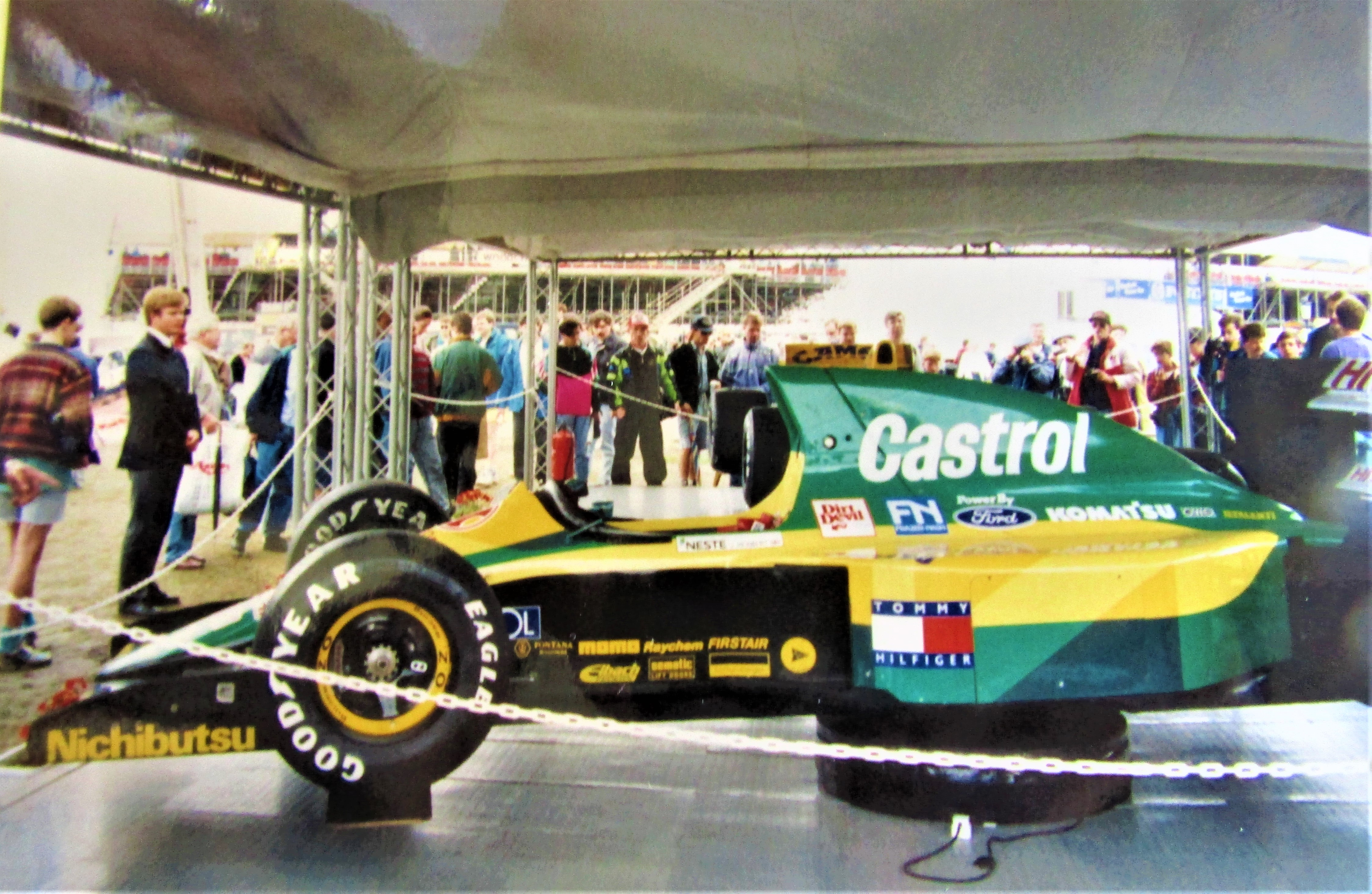
Lotus 102D

Ebben az idényben a kényszermegoldás szülte 102D típussal indultak neki a küzdelmeknek. 1991-ben készült egy C-variáns is, melyben az Isuzu P799WE V12-es motorja lett volna, de ez sosem versenyzett élesben, ugyanis bár erős volt (egyesek szerint 750 lóerős), az egyetlen tesztje során közel 6 másodperccel volt lemaradva a várt időtől. A gyári támogatás ugyanakkor nagyon jól jött volna a Lotusnak, ami a távol-keleti gazdasági helyzet miatt nem jött végül is össze.
A 102D annyiban különbözött elődjétől, hogy ebben már a Ford-Cosworth V8-asa volt. Az idény elején ezzel a változattal 2 pontot sikerült gyűjteniük.

## Eredmények
| Év   | Csapat           | Kasztni | Motor                  | Gumik | Pilóták         | 1   | 2   | 3   | 4   | 5   | 6   | 7   | 8   | 9   | 10  | 11  | 12  | 13  | 14  | 15  | 16  | Pontok | Helyezés |
| ---- | ---------------- | ------- | ---------------------- | ----- | --------------- | --- | --- | --- | --- | --- | --- | --- | --- | --- | --- | --- | --- | --- | --- | --- | --- | ------ | -------- |
| 1990 | Camel Team Lotus | 102     | Lamborghini LE3512 V12 | G     |                 | USA | BRA | SMR | MON | CAN | MEX | FRA | GBR | GER | HUN | BEL | ITA | POR | ESP | JPN | AUS | 3      | 8.       |
| 1990 | Camel Team Lotus | 102     | Lamborghini LE3512 V12 | G     | Derek Warwick   | KI  | KI  | 7   | KI  | 6   | 10  | 11  | KI  | 8   | 5   | 11  | KI  | KI  | KI  | KI  | KI  | 3      | 8.       |
| 1990 | Camel Team Lotus | 102     | Lamborghini LE3512 V12 | G     | Martin Donnelly | NI  | KI  | 8   | KI  | KI  | 8   | 12  | KI  | KI  | 7   | 12  | KI  | KI  | NI  |     |     | 3      | 8.       |
| 1990 | Camel Team Lotus | 102     | Lamborghini LE3512 V12 | G     | Johnny Herbert  |     |     |     |     |     |     |     |     |     |     |     |     |     |     | KI  | KI  | 3      | 8.       |
| 1991 | Team Lotus       | 102B    | Judd EV V8             | G     |                 | USA | BRA | SMR | MON | CAN | MEX | FRA | GBR | GER | HUN | BEL | ITA | POR | ESP | JPN | AUS | 3      | 9.       |
| 1991 | Team Lotus       | 102B    | Judd EV V8             | G     | Mika Häkkinen   | 13  | 9   | 5   | KI  | KI  | 9   | NK  | 12  | KI  | 14  | KI  | 14  | 14  | KI  | KI  | 19  | 3      | 9.       |
| 1991 | Team Lotus       | 102B    | Judd EV V8             | G     | Julian Bailey   | NK  | NK  | 6   | NK  |     |     |     |     |     |     |     |     |     |     |     |     | 3      | 9.       |
| 1991 | Team Lotus       | 102B    | Judd EV V8             | G     | Johnny Herbert  |     |     |     |     | NK  | 10  | 10  | 14  |     |     | 7   |     | KI  |     | KI  | 11  | 3      | 9.       |
| 1991 | Team Lotus       | 102B    | Judd EV V8             | G     | Michael Bartels |     |     |     |     |     |     |     |     | NK  | NK  |     | NK  |     | NK  |     |     | 3      | 9.       |
| 1992 | Team Lotus       | 102D    | Ford HB V8             | G     |                 | RSA | MEX | BRA | ESP | SMR | MON | CAN | FRA | GBR | GER | HUN | BEL | ITA | POR | JPN | AUS | 13*    | 5.       |
| 1992 | Team Lotus       | 102D    | Ford HB V8             | G     | Mika Häkkinen   | 9   | 6   | 10  | KI  | NK  |     |     |     |     |     |     |     |     |     |     |     | 13*    | 5.       |
| 1992 | Team Lotus       | 102D    | Ford HB V8             | G     | Johnny Herbert  | 6   | 7   | KI  | KI  |     |     |     |     |     |     |     |     |     |     |     |     | 13*    | 5.       |

* 11 pontot szereztek 1992-ben a Lotus 107-es modellel.